# Vilhelm av Pagula
Vilhelm av Pagula, även benämnd William Paull och William Poull, född i närheten av Paull, död 1332, var en engelsk teolog och kanonist. Han är bland annat känd för att ha skrivit boken Oculus Sacerdotis ("Prästens öga"), en handbok för präster.